# 大塚健太郎
大塚 健太郎（おおつか けんたろう、1997年3月12日 - ）は、ジャパンラグビーリーグワンレッドハリケーンズ大阪に所属するラグビー選手。

## プロフィール
- 佐賀県出身[1]。
- ポジションはフッカー(HO)。
- 身長 176 cm、体重 98 kg
- ニックネームはつか、つかけん。

## 来歴
2015年、佐賀工業高校卒業後、明治大学に入る。
2019年、明治大学卒業後、クボタスピアーズ(現・クボタスピアーズ船橋・東京ベイ)に加入。
2020年1月12日にジャパンラグビートップリーグ第1節パナソニック ワイルドナイツ戦に先発出場で公式戦初出場を果たす。
2023年、レッドハリケーンズ大阪に加入。